# Shotgun Willie
Shotgun Willie es el decimosexto álbum de estudio del músico estadounidense Willie Nelson publicado por la compañía discográfica Atlantic Records en junio de 1973. La grabación marcó un cambio estilístico para Nelson, que más tarde declaró que el álbum "le aclaró la garganta". Cuando Nelson se negó a firmar una extensión de su contrato con RCA Records en 1972, el sello decidió no publicar más grabaciones del músico. Nelson contrató a Neil Reshen como mánager,  y mientras Reshen negociaba su contrato con RCA, el músico se trasladó a Austin (Texas), donde la escena hippie local renovó su estilo musical. En Nashville, Nelson conoció al productor Jerry Wexler, vicepresidente de Atlantic, quien se interesó por su música. Reshen acabó resolviendo los problemas con RCA y Nelson firmó un nuevo contrato con Atlantic.
El álbum fue grabado en los Atlantic Records Studios de Nueva York en febrero de 1973. Nelson y su banda de apoyo fueron respaldados por Doug Sahm y su propio grupo. Tras grabar varias canciones, Nelson aún no se sentía inspirado. Tras una sesión de grabación, compuso "Shotgun Willie" en el envase vacío de una compresa sanitaria en el baño de la habitación del hotel. El álbum, producido mayoritariamente por Arif Mardin, incluyó dos versiones de temas de Bob Wills —"Stay a Little Londer" y "Bubbles in My Beer"— coproducidos por Wexler. 
Shotgun Willie fue publicado en junio de 1973. A pesar de las bajas ventas, el álbum obtuvo buenas reseñas y Nelson obtuvo un mayor reconocimiento entre un público más joven. La grabación fue uno de los primeros álbumes de outlaw country, un subgénero del country como alternativa a las restricciones conservadoras del sonido Nashville.

## Lista de canciones
Cara A

Todas las canciones escritas y compuestas por Willie Nelson, excepto donde se anota. 
| N.º | Título                                                            | Duración |  |
| 1.  | «Shotgun Willie»                                                  | 2:40     |  |
| 2.  | «Whiskey River» (Johnny Bush, Paul Stroud)                        | 4:05     |  |
| 3.  | «Sad Songs and Waltzes»                                           | 3:08     |  |
| 4.  | «Local Memory»                                                    | 2:19     |  |
| 5.  | «Slow Down Old World»                                             | 2:54     |  |
| 6.  | «Stay All Night (Stay a Little Longer)» (Bob Wills, Tommy Duncan) | 2:36     |  |

Cara B
| N.º | Título                                             | Duración |  |
| 1.  | «Devil in a Sleepin' Bag»                          | 2:40     |  |
| 2.  | «She's Not for You»                                | 3:15     |  |
| 3.  | «Bubbles in My Beer» (Duncan, Cindy Walker, Wills) | 2:34     |  |
| 4.  | «You Look Like the Devil» (Leon Russell)           | 3:26     |  |
| 5.  | «So Much to Do»                                    | 3:11     |  |
| 6.  | «A Song for You» (Russell)                         | 4:20     |  |

## Personal
- Willie Nelson – voz, guitarra acústica
- Steve Burgh – guitarra eléctrica, guitarra acústica
- James Clayton Day – dobro, pedal steel guitar, coros
- Bobbie Nelson – piano
- Mickey Raphael – armónica
- Jeff Gutcheon – piano, órgano
- Dan Spears – bajo
- Paul English – batería
- Steve Mosley – batería
- Wayne Jackson – trompeta
- Andrew Love – saxofón tenor
- James Mitchell – saxofón barítono
- Jack Hale – trombón
- Dave Bromberg – guitarra eléctrica
- John Goldthwaite – guitarra eléctrica
- Dee Moeller – coros
- Larry Gatlin – coros
- Arif Mardin – orquestación
- Doug Sahm – guitarra eléctrica, coros
- Waylon Jennings – guitarra acústica, coros
- Augie Meyers – guitarra acústica
- Johnny Gimble – violín
- Jimmy Day – pedal steel guitar
- Jessi Colter – coros
- Hugh McDonald – bajo
- Willie Bridges – saxofón barítono
- Red Lane – guitarra acústica
- Jack Barber – bajo
- George Rains – batería
- Donny Hathaway – orquestación

## Posición en listas
| País           | Lista              | Posición |
| -------------- | ------------------ | -------- |
| Estados Unidos | Top Country Albums | 41       |